# One Piece (temporada 11)
L'onzena temporada de One Piece va ser produïda per Toei Animation i dirigida per Hiroaki Miyamoto. La temporada està basada en el manga d'Eiichiro Oda del mateix nom. La temporada segueix als Pirates del Barret de Palla mentre cobreixen el seu vaixell perquè pugui anar per sota el mar i així poder entrar a l'Illa de Fishman. Durant l'estada, es troben amb un antic enemic, en Hatchan, i també amb els seus amics, en Keimi i en Papaggu.
Originalment, l'emissió de la temporada va estar a mans de Fuji Television i va ser emesa des del 21 de desembre de 2008 fins al 14 de juny de 2009, comptant amb un total de 24 episodis.

## Episodis
| # | Nº en temporada | Títol en català | Data d'estrena al Japó | Data d'estrena a Catalunya |
| --- | --------------- | --- | ---------------------- | -------------------------- |
| 382 | 1               | L'amenaça del raig gandul. El retorn d'en Foxy guineu platejada Noro Noro no Kyōi - Gingitsune no Fokushī Futatabi (ノロノロの脅威 銀狐のフォクシー再び)                                       | 21 de desembre de 2008 | 25 de juliol de 2010       |
| Després d'abandonar el Triangle Florià, els pirates del Barret de Palla paren a l'Illa Balneari, on coneixen la Rina i la Sayo, dues germanes que tenen una llibreta on hi ha informació sobre com fabricar una pedra preciosa. Aviat apareixerà en Foxy Guineu Platejada perquè els la vol robar, però ell no és pas l'únic cerca la llibreta!                                              |                 | |                        |                            |
| 383 | 2               | La gran recerca del tresor. "Illa Balneari" s'ensorra Otakara Daisōdatsusen! Hōkai! Supairando-gō (お宝大争奪戦！ 崩壊！スパアイランド号)                                                      | 28 de desembre de 2008 | 25 de juliol de 2010       |
| Els pirates del Barret de Palla decideixen desmuntar el vaixell anomenat Illa Balneari; per rescatar la Sayo i per trobar el secret per fabricar la gemma. En Doran intenta aturar-los, però no se'n surt, i quan el vaixell s'enfonsa troben el cràter d'un volcà submarí, el vapor del qual crea el Cercle de Sant Martí, també anomenat la joia dels mars.                                |                 | |                        |                            |
| 384 | 3               | La lluita d'en Brook. Un camí difícil per convertir-se en un membre de la tripulació autèntic? Burukku Daifuntō – Shin no Nakama e no Michi Kewashi? (ブルック大奮闘 真の仲間への道険し?)      | 11 de gener de 2009    | 1 d'agost de 2010          |
| En Brook està impressionat amb les aventures que han viscut tots els seus companys i comença a pensar que no es mereix ser membre de la tripulació dels pirates del Barret de Palla. Després de sentir la història personal de la Robin i les paraules d'en Ruffy, sembla que en Brook comença a sentir-se més com a casa al costat dels seus companys de viatge.                            |                 | |                        |                            |
| 385 | 4               | Arribada a la meitat de la Grand Line! La Red Line Gurand Rain Hanshū Tōtatsu! Reddo Rain (偉大なる航路半周到達! 赤い土の大陸)                                                                 | 18 de gener de 2009    | 1 d'agost de 2010          |
| Quan els pirates del Barret de Palla arriben a Mariejois, la terra sagrada de l'Armada i del Govern Mundial, es veuen atrapats per un corrent molt fort, just abans d'arribar a la meitat de la Grand Line. Allà buscaran inútilment l'illa dels Tritons i, per accident, rescataran una sirena i una estrella de mar d'un monstre marí.                                                     |                 | |                        |                            |
| 386 | 5               | Apareix en Duval, màscara de ferro, que odia els pirates del Barret de palla Mugiwara Ichimi Nikushi – Tekkamen no Dyubaru Tōjō (麦わら一味憎し 鉄仮面のデュバル登場)                          | 25 de gener de 2009    | 8 d'agost de 2010          |
| Per agrair-los el rescat, la sirena Keimy i l'estrella de mar Pappag conviden els pirates del Barret de Palla a menjar takoyaki, però descobreixen que els pirates Macro han segrestat l'Octy i que estan aliats amb una altra banda de segrestadors, els Genets dels Peixos Voladors, liderada pel misteriós Duval, que fa anys que va darrere d'en Ruffy i companyia.                      |                 | |                        |                            |
| 387 | 6               | La trobada predestinada per rescatar l'home pop Innen no Saikai! Toraware no Gyojin o Sukuidase (因縁の再会! 囚われの魚人を救い出せ)                                                           | 1 de febrer de 2009    | 8 d'agost de 2010          |
| Els pirates del Barret de Palla ajuden la Keimy a rescatar l'Octy, però al final s'adonen que és un home de la banda de l'Arlong, un antic enemic. Fet i fet, el segrest és un pla d'en Duval per poder venjar-se d'un dels pirates del Barret de Palla. Quan es troben, comença el combat...                                                                                                |                 | |                        |                            |
| 388 | 7               | Tragèdia! La veritat que en Duval amaga darrere la màscara Higeki! Kamen ni Kakusareta Dyubaru no Shinjitsu (悲劇! 仮面に隠されたデュバルの真実)                                               | 8 de febrer de 2009    | 15 d'agost de 2010         |
| Els Genets del Peixos Voladors ataquen els pirates del Barret de Palla sense gaire èxit. Durant el combat, en Ruffy aconsegueix veure la cara d'en Duval, que sempre porta una màscara, i s'adona que és ben igual que la cara que surt al cartell de crida i cerca d'en Sanji. Aleshores, en Duval confessa la veritat de tota la seva tragèdia.                                            |                 | |                        |                            |
| 389 | 8               | Explosió! L'arma supersecreta del Sunny: el canó Gaon! Sakuretsu! Sanī-gō no Chōhimitsu Heiki Gaon Hō (炸裂! サニー号の超秘密兵器ガオン砲)                                                     | 15 de febrer de 2009   | 15 d'agost de 2010         |
| Les acusacions d'en Duval fan que en Sanji s'enrabiï molt i acabi capturat pels Genets dels Peixos Voladors. Mentrestant, altres membres de la banda ataquen el Thousand Sunny amb una àncora gegant, però aleshores en Franky decideix fer servir l'arma supersecreta del seu vaixell, el canó Gaon, per destruir l'amagatall d'en Duval.                                                   |                 | |                        |                            |
| 390 | 9               | Anem a terra per arribar a l'illa dels Tritons. L'arxipèlag Sabaody Gyojintō o Mokushishite Jōriku – Shabondi Shotō (魚人島を目指して上陸 シャボンディ諸島)                                    | 22 de febrer de 2009   | 22 d'agost de 2010         |
| Després de fer les paus amb en Duval, els pirates del Barret de Palla posen rumb cap a l'arxipèlag Sabaody, el manglar més gran de tot el món, amb un total de 79 arbres. Cadascun és una illa amb un poble. Allà aconseguiran una resina especial per recobrir el Sunny, que els permetrà arribar a l'illa dels Tritons, situada a 10.000 metres de profunditat.                            |                 | |                        |                            |
| 391 | 10              | Tirania! Els governants de Sabaody, els dracs celestials Bōgyaku! Shabondi no Shihaisha Tenryūbito (暴虐! シャボンディの支配者天竜人)                                                          | 1 de març de 2009      | 22 d'agost de 2010         |
| Mentre l'Octy, la Keimy, en Pappag i uns quants pirates del Barret de Palla busquen un mecànic de recobriments perquè els cobreixi el vaixell de resina, l'Octy els explica la història dels nobles mundials, també coneguts com el poble dels dracs celestials, descendents dels vint reis creadors del Govern Mundial.                                                                     |                 | |                        |                            |
| 392 | 11              | Arriben nous rivals! Els onze supernoves Aratana Raibaru Shūketsu! Jūichinin no Chōshinsei (新たなライバル集結! 11人の超新星)                                                                  | 8 de març de 2009      | 29 d'agost de 2010         |
| La Shakky, la sòcia del mecànic de recobriments, explica als pirates del Barret de Palla que actualment a l'arxipèlag Sabaody hi ha onze fugitius amb recompenses de més de 100 milions de bellies, rivals directes d'en Ruffy i companyia. Això explica que l'arxipèlag també estigui ple de caçadors de recompenses. En Ruffy és el segon de la llista i en Zoro també és un dels onze.    |                 | |                        |                            |
| 393 | 12              | L'objectiu és la Keimy! Els segrestadors s'acosten Hyōteki wa Keimī!! Semaru Hitosarai-ya no Mashu (標的はケイミー!! 迫る人攫い屋の魔手)                                                       | 15 de març de 2009     | 29 d'agost de 2010         |
| Mentre en Ruffy i companyia són al parc d'atraccions Sabaody divertint-se, en Zoro se les ha amb en Charloss, un drac celestial, i la Jewelry Bonnye evita mals majors. Mentrestant, al Thousand Sunny, en Sanji, l'Usopp i en Franky reben un avís d'en Chopper informant-los que han segrestat la Keimy al parc d'atraccions.                                                              |                 | |                        |                            |
| 394 | 13              | El rescat de la Keimy. Rastres de la història fosca de l'arxipèlag Keimī o Sukue - Shotō ni Nokoru Ankoku no Rekishi (ケイミーを救え 諸島に残る暗黒の歴史)                                     | 29 de març de 2009     | 5 de setembre de 2010      |
| En Sanji avisa en Duval i els Genets dels Peixos voladors perquè els ajudin a rescatar la Keimy. En Ruffy entén per què l'Octy i la Keimy amaguen la seva identitat a l'arxipèlag: per culpa de la discriminació dels tritons i les sirenes. Mentrestant, en Peterman ven la Keimy en una subhasta en què també hi ha empresonat en Silvers Rayleigh, antic primer oficial del pirata Roger. |                 | |                        |                            |
| 395 | 14              | Temps límit. Comença la subhasta d'humans Taimu Rimitto - Hyūman Ōkushon Kaimaku (タイムリミット 人間オークション開幕)                                                                         | 5 d'abril de 2009      | 5 de setembre de 2010      |
| Quan els pirates del Barret de Palla i els Genets dels Peixos Voladors localitzen la casa de subhastes on estan a punt de vendre la Keimy, en Franky proposa d'entrar-hi a la força per alliberar-la, una opció que l'Octy descarta de seguida. L'opció que proposa la Nami és comprar la Keimy amb el tresor que es van quedar de la Perona a Thriller Bark.                                |                 | |                        |                            |
| 396 | 15              | El puny explosiu! Destruïu la subhasta Tekken Sakuretsu! Ōkushon o Buttsubuse (鉄拳炸裂! オークションをぶっつぶせ)                                                                             | 12 d'abril de 2009     | 12 de setembre de 2010     |
| Quan comença la subhasta de la Keimy, arriba en Charloss, un drac celestial, i ofereix 500 milions de bellies, molt més del que en poden pagar els pirates del Barret de Palla. Després de tancar el tracte, en Ruffy i en Zoro entren a la força a la casa de subhastes per alliberar la Keimy, però l'Octy els atura i la gent del públic s'adonen que l'Octy és un tritó.                 |                 | |                        |                            |
| 397 | 16              | Pànic! Lluita a la casa de subhastes Dai Panikku! Ōkushon Kaijō no Shitō (大パニック! オークション会場の死闘)                                                                                  | 19 d'abril de 2009     | 12 de setembre de 2010     |
| L'agressió d'en Ruffy contra en Charloss, el drac celestial, fa que els guàrdies i els soldats de la casa de subhastes comencin a atacar els pirates del Barret de Palla. En plena batalla campal, la Shalulia intenta matar la Keimy, però aleshores apareix en Silvers Rayleigh i fa servir el seu poder per destruir tots els enemics.                                                    |                 | |                        |                            |
| 398 | 17              | L'almirall Kizaro ataca! Caos a l'arxipèlag de Sabaody Taishō Kizaru Ugoku! Sōzen Shabondi Shotō (大将黄猿動く! 騒然シャボンディ諸島)                                                          | 26 d'abril de 2009     | 12 de setembre de 2010     |
| Quan l'Armada rep la notícia de l'atac dels pirates del Barret de Palla contra un drac celestial, l'almirall Kizaro s'ofereix voluntari per fer-se'n càrrec. Mentrestant, en Rayleigh fa servir el seu poder per treure el collaret a la Keimy. L'Eustass Captain Kid i en Trafalgar Law, dos fugitius més, també intenten fugir de la casa de subhastes.                                    |                 | |                        |                            |
| 399 | 18              | Trenqueu el setge! Els soldats contra els tres capitans Hōim Ami o Toppaseyo! Kaigun VS Sannin no Senchō (包囲網を突破せよ! 海軍VS三人の船長)                                                  | 3 de maig de 2009      | 19 de setembre de 2010     |
| Els soldats de l'Armada tenen la casa de subhastes rodejada i els tres capitans pirates, en Ruffy, en Kid i en Law, han de fer servir els seus poders per fugir-ne. Els pirates del Barret de Palla, que han pogut rescatar la Keimy, els recullen els Genets dels Peixos Voladors. En Kid, en Law i els seus homes, en canvi, ensopeguen amb en Bartholomew Kuma.                           |                 | |                        |                            |
| 400 | 19              | En Roger i en Rayleigh. El rei dels pirates i la seva mà dreta Rojā to Reirī – Kaizoku Ō to sono Migiude (ロジャーとレイリー 海賊王とその右腕)                                                 | 10 de maig de 2009     | 19 de setembre de 2010     |
| Els pirates del Barret de Palla, l'Octy, la Keimy i en Pappag tornen al bar de la Shakky, on en Rayleigh els explica que havia sigut el primer oficial del llegendari rei dels pirates Gold D Roger. En Rayleigh accepta de recobrir el Thousand Sunny amb la resina especial i queden al cap de tres dies. Mentrestant, l'almirall Kizaru arriba a l'illa.                                  |                 | |                        |                            |
| 401 | 20              | No hi ha escapatòria? La puntada de peu a la velocitat de la llum d'en Kizaru Kaihi Fukanō!? Taishō Kizaru no Kōsoku no Keri (回避不可能!? 大将黄猿の光速の蹴り)                               | 17 de maig de 2009     | 19 de setembre de 2010     |
| Per fi apareix l'almirall Kizaru per demostrar les seves misterioses habilitats abans d'atacar el capità Hawkins. L'Urouge i en Drake continuen lluitant contra en Bartholomew Kuma, mentre que en Kid i en Law ho fan contra el seu clon. Mentrestant, un personatge tenebrós amb una destral gegant a la mà espera pacient les ordres d'en Kizaru.                                         |                 | |                        |                            |
| 402 | 21              | Insuportable! Les armes de combat de l'armada, els pacifistes Attōteki! Kaigun no Sentō Heiki Pashifisuta (圧倒的! 海軍の戦闘兵器パシフィスタ)                                                 | 24 de maig de 2009     | 26 de setembre de 2010     |
| Els pirates del Barret de Palla continuen lluitant contra el clon d'en Kuma, que tot i que no té els poders de l'autèntic Kuma, és capaç d'aguantar tots els seus atacs i de disparar uns raigs làser devastadors. Mentrestant, en Kizaru, que espera posar-se en contacte amb en Sentomaru, no té cap problema per vèncer en Hawkins, l'Uruoge, en Drake i l'Apoo.                          |                 | |                        |                            |
| 403 | 22              | Apareix un altre enemic fort: en Sentomaru, el portador de la gran destral Saranaru Kyōteki Arawaru! Masakari Katsuida Sentōmaru (さらなる強敵現る! 鉞かついだ戦桃丸)                          | 31 de maig de 2009     | 26 de setembre de 2010     |
| En Sentomaru, capità de la divisió científica del quarter general de l'Armada, es presenta amb un altre pacifista i en Ruffy intenta fugir dividint els pirates del Barret de Palla en tres grups. En Sentomaru atura el grup d'en Ruffy, el pacifista s'enfronta al grup que lidera en Sanji, i en Kizaru evita la fugida del grup d'en Zoro, que sembla que té els minuts comptats.        |                 | |                        |                            |
| 404 | 23              | L'atac brutal de l'almirall Kizaru. Els pirates del barret de palla s'enfronten a una mort segura Taishō Kizaru no Mōkō – Mugiwara Ichimi Zettaizetsumei! (大将黄猿の猛攻 麦わら一味絶体絶命!) | 7 de juny de 2009      | 26 de setembre de 2010     |
| Després d'intentar aturar l'atac brutal de l'almirall Kizaru, en Ruffy ordena la retirada a tota la tripulació, però en Sentomaru i l'altre pacifista els barren el pas. Ni tan sols en Chopper, en la seva forma de monstre, és capaç de fer girar la truita. Al final, arriba l'autèntic Bartholomew Kuma i fa servir els seus poders per fer desaparèixer en Zoro.                        |                 | |                        |                            |
| 405 | 24              | Els companys eliminats. L'últim dia dels pirates del barret de palla Kiesareta Nakama-tachi – Mugiwara Ichimi Saigo no Hi (消された仲間たち 麦わら一味最後の日)                                | 14 de juny de 2009     | 3 d'octubre de 2010        |
| Mentre en Rayleigh lluita contra en Kizaru, en Kuma fa servir el seu poder per fer desaparèixer l'altre pacifista i la resta dels pirates del barret de palla. Abans de teleportar en Ruffy, en Kuma explica una cosa a en Rayleigh que sembla impossible de creure. Avui és el dia que els pirates del barret de palla seran esborrats completament del mapa.                               |                 | |                        |                            |